# Internationale Bachakademie Stuttgart

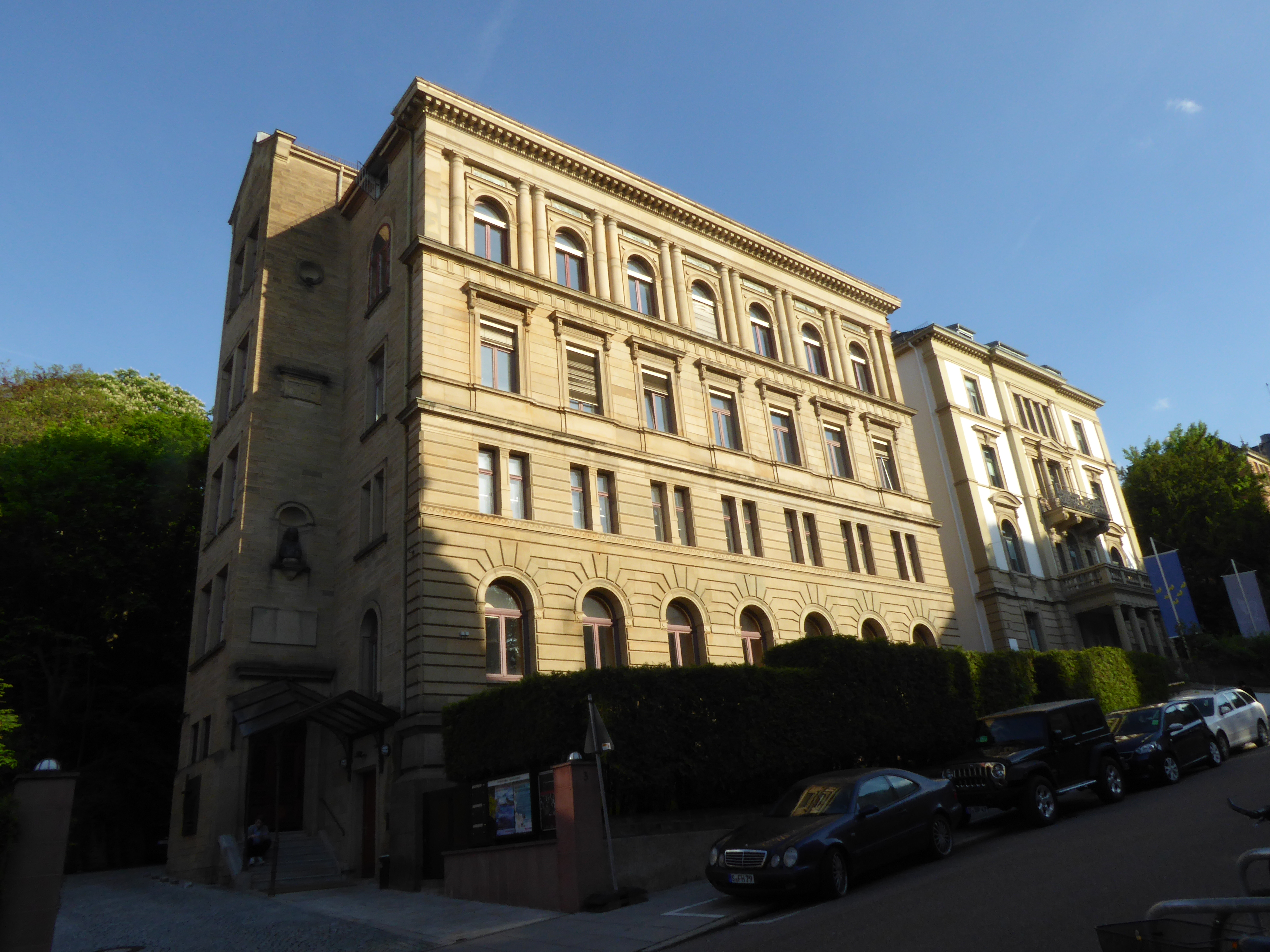
Sitz der Bachakademie in Stuttgart-West

Die Internationale Bachakademie Stuttgart ist eine Stiftung bürgerlichen Rechts mit etwa 20 Mitarbeitern und Sitz in Stuttgart, die Konzerte und Workshops im In- und Ausland veranstaltet.

## Ziel
In Konzert, Lehre und Forschung soll insbesondere Werk und Person Johann Sebastian Bachs betrachtet werden, aber auch seine Wurzeln und seine Wirkung auf seine Nachwelt. Dazu gehören regelmäßige Auftragskompositionen, um Bachs Musik auch in der zeitgenössischen Musik weiterleben zu lassen.
Arbeitsschwerpunkte der Stiftung liegen in der Veranstaltung mehrerer Konzertreihen, darunter das auch überregional ausstrahlende, jährlich stattfindende Musikfest Stuttgart (bis 2008 unter der Bezeichnung „Europäisches Musikfest Stuttgart“). Weiterhin ist sie Trägerin renommierter Ensembles (Gaechinger Cantorey – ehem. Gächinger Kantorei Stuttgart und Bach-Collegium Stuttgart, JSB Ensemble) und widmet sich der Musikvermittlung unter anderem durch Veranstaltung von Meisterkursen, Symposien und Gesprächskonzerten.

## Geschichte
Gegründet wurde die Internationale Bachakademie Stuttgart 1981 von Helmuth Rilling, der bis zu seinem Rücktritt im Februar 2012 als Akademieleiter fungierte. Sein Nachfolger ist seit 1. Juni 2013 Hans-Christoph Rademann.
Den langjährigen Intendanten Andreas Keller löste 2008 Christian Lorenz ab, bevor Gernot Rehrl mit dem Jahr 2013 diese Funktion übernahm. Dessen Nachfolgerin – als nunmehr Geschäftsführende Intendantin – war von September 2018 bis 2022 Kathrin Zagrosek. Danach übernahm Peter Greulich als Kommissarischer Geschäftsführer. Im Februar 2024 wurde Michael Hörrmann Geschäftsführer der Bachakademie.
Der Stiftungsetat (2009: knapp 6 Millionen Euro) wird zu knapp 25 % durch öffentliche Mittel (Stadt Stuttgart und Land Baden-Württemberg) getragen und finanziert sich ansonsten durch eigene Einnahmen, Spenden eines Förderkreises mit über 1.600 Mitgliedern und Sponsoring namhafter Unternehmen.
Die internationale Zusammenarbeit erstreckt sich vom Oregon Bach Festival in Eugene (Oregon) über die Bachakademien in Südamerika (Caracas/Venezuela, Buenos Aires/Argentinien), Japan (Tokio, Osaka und Sendai), Osteuropa (Budapest, Klausenburg, Krakau, Krasnojarsk, Moskau, Prag, Riga, Tallinn) und Griechenland (Athen) bis zu einer langjährigen Kooperation mit dem Israel Philharmonic Orchestra.

## Aufnahmen
Als Edition Bachakademie erschien zum Bach-Jahr 2000 die Gesamtaufnahme aller Werke Bachs in 172 CDs beim Hänssler Verlag unter der künstlerischen Gesamtleitung von Helmuth Rilling.